# 李素妍 (宇宙飛行関係者)
李 素妍（り・そけん／イ・ソヨン、이소연、1978年6月2日 - ）は、韓国の宇宙飛行関係者、研究者。

## 略歴
1978年、全羅南道光州市（現･光州広域市）生まれ。光州科学技術高等学校で学び、韓国科学技術院へ進み機械学を専攻した。彼女は学士号と修士号を取得した後、博士課程で生命工学を研究。2006年、韓国宇宙人輩出事業にもとづき、宇宙飛行士候補に選ばれた。2007年には、宇宙飛行に備えるため、韓国科学技術院での研究を中断し、ロシアで訓練を受ける。2008年2月29日、韓国科学技術院から博士号を授与されたのち、2008年4月、韓国人として初めてロシアのソユーズ宇宙船で宇宙飛行を行った。韓国人とロシアの持つISSへの商業旅行枠を韓国政府が購入しての滞在であり、自費で費用を負担した最初の宇宙旅行者であるデニス・チトーや、マレーシアのシェイク・ムザファ・シュコアと同様、宇宙旅行者または宇宙飛行関係者として扱われる。なお、日本人として最初に宇宙に到達した元TBSの秋山豊寛とも費用負担の点では類似性があるものの、秋山豊寛は旧ソ連認定の宇宙飛行士の資格を有している点が異なる。

## 宇宙飛行
2004年、韓国科学技術部は韓国宇宙人輩出事業として、ロシアから商用の宇宙旅行の権利を購入し、韓国人を搭乗者とする宇宙飛行計画を開始した。
2006年12月25日、李は3万6206人の一般公募者から、韓国人として初めて宇宙へ行く候補者に高山（コ・サン）と共に選ばれた。
2007年9月5日、韓国科学技術部は、高を宇宙に送ることに決定した。李は、高が負傷などの理由で宇宙船に搭乗できなくなった場合に備え、予備となった。李は引き続き、ロシアでの訓練を行った。
2008年3月10日、韓国教育科学技術部は高から李に決定を変更すると発表した。理由は、高がロシアの訓練施設内で訓練と無関係の教材を任意で借り受ける等の規則違反を繰り返したためであり、ロシア連邦宇宙局の勧告を再三に渡り無視し続けたためであった。
2008年4月8日、李と2人のロシア人宇宙飛行士が搭乗したソユーズTMA-12は打ち上げに成功。4月10日、ソユーズはISSとのドッキングに成功した。
2008年4月19日、ソユーズTMA-11により地球に帰還したが、機器故障により弾道突入ルートで大気圏へ突入。飛行士に大きな重力加速度が加わり、帰還後に李は打撲を負い入院した。

## 宇宙から帰還後の活動
李は4年間韓国各地を回って235回の講演を行った後、2年間の韓国航空宇宙研究院における義務服務期間を終えた2012年8月に研究院を休職し渡米。カリフォルニア大学バークレー校で宇宙研究と関係のないMBA（経営学修士）課程で学んだことには韓国内で批判も起こった。2013年8月には韓国系米国人の医師と結婚した。2014年6月26日に韓国航空宇宙研究院を退職することを決めたと報じられた。
その後もアメリカでの生活を続けていることから、韓国内から「本来ならば韓国の宇宙開発のアイコンとして研究開発 (R＆D) を率いるべきでありながら、260億ウォンをかけて育てた宇宙飛行士は国を去り、有人宇宙飛行のノウハウも消えてしまった」と批判された。この点については本人が『韓国では（宇宙開発分野の）仕事がないから専攻を変えて勉強し直す』と表明したことも理由とみられている。
Dr.STONEのスピンオフである『Dr.STONE reboot:百夜』の科学監修をしている。